# Saint-Hippolyte (Charente-Maritime)
Saint-Hippolyte is een gemeente in het Franse departement Charente-Maritime (regio Nouvelle-Aquitaine). De plaats maakt deel uit van het arrondissement Rochefort. Saint-Hippolyte telde op 1 januari 2022 1.485 inwoners.

## Geografie
De oppervlakte van Saint-Hippolyte bedroeg op 1 januari 2022 23,28 vierkante kilometer; de bevolkingsdichtheid was toen 63,8 inwoners per km².
De onderstaande kaart toont de ligging van Saint-Hippolyte met de belangrijkste infrastructuur en aangrenzende gemeenten.

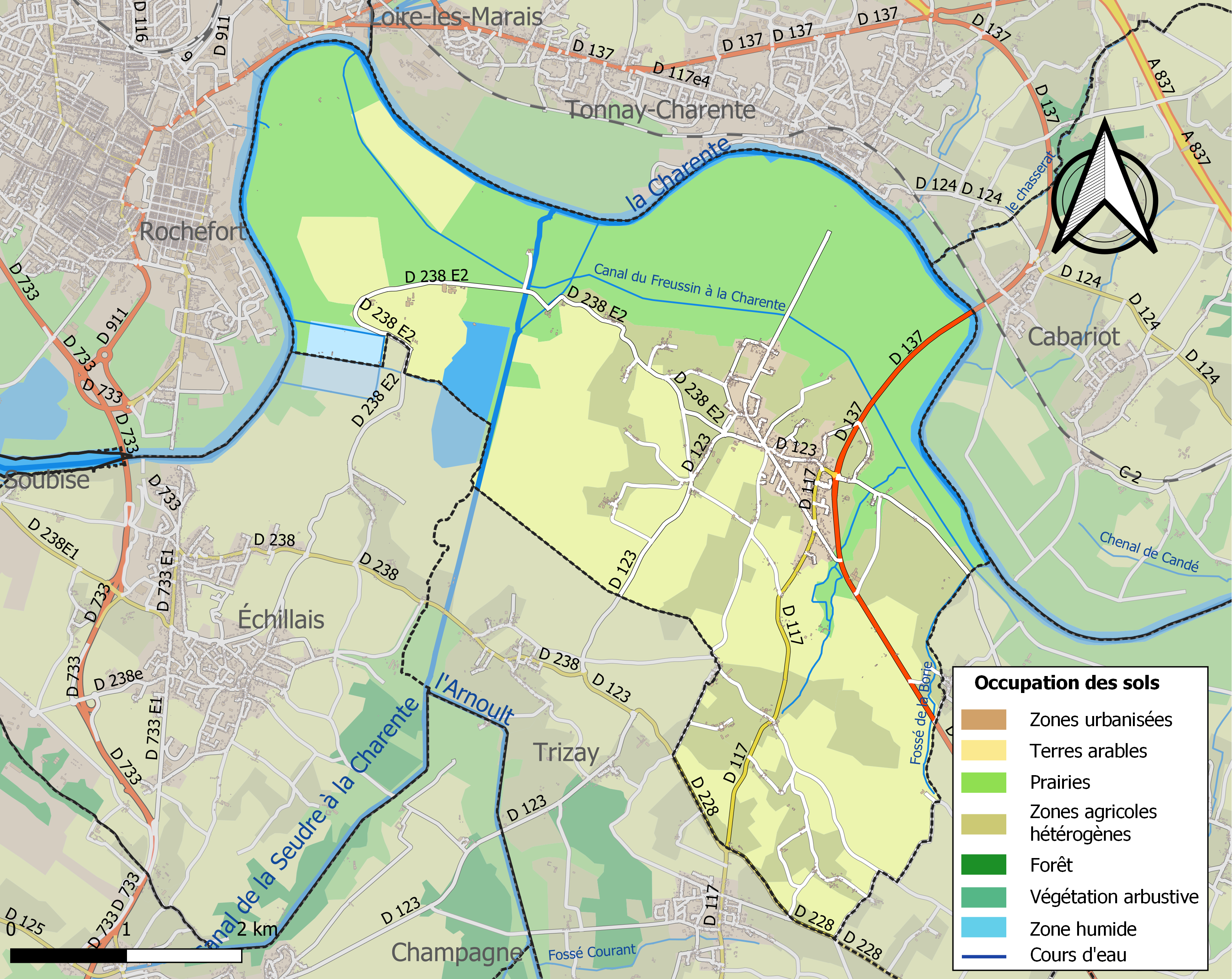

## Demografie
Onderstaande figuur toont het verloop van het inwonertal (bron: INSEE-tellingen).